# Europees kampioenschap voetbal onder 21 - 1978
Aan het Europees kampioenschap voetbal onder 21 van 1978 (kortweg: EK voetbal -21) deden 24 teams mee. Inclusief de kwalificatieronden werd het toernooi tussen 1976 en 1978 gehouden. Bij deze editie was er geen sprake van een eindtoernooi dat door een land georganiseerd werd. Joegoslavië won het toernooi.
Het kampioenschap werd oorspronkelijk opgericht in 1967. Tot en met 1970 was de naam Under-23 Challenge Cup. Vervolgens veranderde de naam tot en met 1976 in Europees kampioenschap voetbal onder 23. Daarna werd de leeftijdsgrens twee jaar verlaagd en werd de huidige naam ingevoerd.
De 24 teams werden ingedeeld in acht groepen van drie teams. De acht groepswinnaars stroomden door naar de kwartfinale.

## Kwalificatieronden

### Groep 1
|   |            | Wed | W | G | V | DV | DT | Ptn |
| - | ---------- | --- | - | - | - | -- | -- | --- |
| 1 | Denemarken | 4   | 2 | 1 | 1 | 10 | 5  | 5   |
| 2 | Polen      | 4   | 2 | 0 | 2 | 7  | 10 | 4   |
| 3 | Zweden     | 4   | 1 | 1 | 2 | 6  | 8  | 3   |

| - Denemarken 2-0 Zweden - Denemarken 6-2 Polen - Zweden 2-0 Polen | - Zweden 2-2 Denemarken - Polen 1-0 Denemarken - Polen 4-2 Zweden |

### Groep 2
|   |           | Wed | W | G | V | DV | DT | Ptn |
| - | --------- | --- | - | - | - | -- | -- | --- |
| 1 | Italië    | 4   | 3 | 0 | 1 | 13 | 3  | 6   |
| 2 | Portugal  | 4   | 3 | 0 | 1 | 7  | 5  | 6   |
| 3 | Luxemburg | 4   | 0 | 0 | 4 | 2  | 14 | 0   |

| - Luxemburg 1-2 Portugal - Portugal 1-0 Italië - Italië 4-0 Luxemburg | - Italië 4-1 Portugal - Portugal 3-0 Luxemburg - Luxemburg 1-5 Italië |

### Groep 3
|   |                | Wed | W | G | V | DV | DT | Ptn |
| - | -------------- | --- | - | - | - | -- | -- | --- |
| 1 | Oost-Duitsland | 4   | 3 | 1 | 0 | 13 | 3  | 7   |
| 2 | Turkije        | 4   | 1 | 2 | 1 | 5  | 8  | 4   |
| 3 | Oostenrijk     | 4   | 0 | 1 | 3 | 5  | 12 | 1   |

| - Turkije 1-1 Oost-Duitsland - Oostenrijk 2-2 Turkije - Oostenrijk 1-6 Oost-Duitsland | - Oost-Duitsland 2-1 Oostenrijk - Turkije 2-1 Oostenrijk - Oost-Duitsland 4-0 Turkije |

### Groep 4
|   |           | Wed | W | G | V | DV | DT | Ptn |
| - | --------- | --- | - | - | - | -- | -- | --- |
| 1 | Bulgarije | 4   | 3 | 1 | 0 | 5  | 2  | 7   |
| 2 | België    | 4   | 1 | 1 | 2 | 3  | 4  | 3   |
| 3 | Frankrijk | 4   | 0 | 2 | 2 | 4  | 6  | 2   |

| - Frankrijk 1-1 België - Frankrijk 1-1 Bulgarije - België 2-1 Frankrijk | - België 0-1 Bulgarije - Bulgarije 1-0 België - Bulgarije 2-1 Frankrijk |

### Groep 5
|   |           | Wed | W | G | V | DV | DT | Ptn |
| - | --------- | --- | - | - | - | -- | -- | --- |
| 1 | Engeland  | 4   | 4 | 0 | 0 | 17 | 2  | 8   |
| 2 | Noorwegen | 4   | 2 | 0 | 2 | 6  | 9  | 4   |
| 3 | Finland   | 4   | 0 | 0 | 4 | 2  | 14 | 0   |

| - Finland 0-1 Engeland - Noorwegen 1-2 Engeland - Engeland 6-0 Noorwegen | - Engeland 8-1 Finland - Noorwegen 1-2 Engeland - Engeland 6-0 Noorwegen |

### Groep 6
|   |                   | Wed | W | G | V | DV | DT | Ptn |
| - | ----------------- | --- | - | - | - | -- | -- | --- |
| 1 | Tsjecho-Slowakije | 4   | 2 | 1 | 1 | 7  | 2  | 5   |
| 2 | Schotland         | 4   | 2 | 1 | 1 | 5  | 4  | 5   |
| 3 | Zwitserland       | 4   | 1 | 0 | 3 | 3  | 9  | 2   |

| - Tsjecho-Slowakije 0-0 Schotland - Zwitserland 2-0 Schotland - Tsjecho-Slowakije 4-0 Zwitserland | - Schotland 3-1 Zwitserland - Schotland 2-1 Tsjecho-Slowakije - Zwitserland 0-2 Tsjecho-Slowakije |

### Groep 7
|   |             | Wed | W | G | V | DV | DT | Ptn |
| - | ----------- | --- | - | - | - | -- | -- | --- |
| 1 | Joegoslavië | 4   | 3 | 0 | 1 | 9  | 3  | 6   |
| 2 | Spanje      | 4   | 2 | 0 | 2 | 5  | 8  | 4   |
| 3 | Roemenië    | 4   | 1 | 0 | 3 | 5  | 8  | 2   |

| - Joegoslavië 4-1 Spanje - Spanje 3-0 Roemenië - Roemenië 1-3 Joegoslavië | - Roemenië 4-0 Spanje - Joegoslavië 2-0 Roemenië - Spanje 1-0 Joegoslavië |

### Groep 8
|   |             | Wed | W | G | V | DV | DT | Ptn |
| - | ----------- | --- | - | - | - | -- | -- | --- |
| 1 | Hongarije   | 4   | 2 | 2 | 0 | 9  | 1  | 6   |
| 2 | Sovjet-Unie | 4   | 2 | 1 | 1 | 5  | 1  | 5   |
| 3 | Griekenland | 4   | 0 | 1 | 3 | 1  | 13 | 1   |

| - Hongarije 7-0 Griekenland - Griekenland 0-2 Sovjet-Unie - Sovjet-Unie 0-0 Hongarije | - Sovjet-Unie 3-0 Griekenland - Hongarije 1-0 Sovjet-Unie - Griekenland 1-1 Hongarije |

## Knock-outfase
| Kwartfinales - Engeland 2-1 Italië - Italy 0-0 England Engeland won in totaal met 2-1 - Tsjecho-Slowakije 2-1 Oost-Duitsland - Oost-Duitsland 5-2 Tsjecho-Slowakije Oost-Duitsland won in totaal met 6-4 - Joegoslavië 0-1 Hongarije - Hongarije 0-2 Joegoslavië Joegoslavië won in totaal met 2-1 - Denemarken 4-1 Bulgarije - Bulgarije 3-0 Denemarken Bulgarije won op uitdoelpunten na een gelijk totaal van 4-4 |  | Halve finales - Bulgarije 2-1 Oost-Duitsland - Oost-Duitsland 3-1 Bulgarije Oost-Duitsland won in totaal met 4-3 - Joegoslavië 2-1 Engeland - Engeland 1-1 Joegoslavië Joegoslavië won in totaal met 3-2. |  | Finale - Oost-Duitsland 0-1 Joegoslavië - Joegoslavië 4-4 Oost-Duitsland Joegoslavië won in totaal met 5-4 Joegoslavië werd kampioen |